# Toutes ces créatures
Pour plus de détails, voir Fiche technique et Distribution.
Toutes ces créatures (All These Creatures) est un film australien réalisé par Charles Williams, sorti en 2018.

## Synopsis
Un adolescent enquête sur une mystérieuse infestation.

## Fiche technique
- Titre : Toutes ces créatures
- Titre original : All These Creatures
- Réalisation : Charles Williams
- Scénario : Charles Williams
- Musique : Chiara Costanza
- Photographie : Adric Watson
- Montage : Dan Lee et Charles Williams
- Production : Elise Trenorden et Charles Williams
- Société de production : Simpatico Films
- Pays :  Australie
- Genre : drame
- Durée : 14 minutes
- Dates de sortie : 
  -  France : 18 mai 2018 (festival de Cannes)

## Distribution
- Yared Scott : Tempest
- Mandela Mathia : Mal
- Helen Hailu : Winta
- Melody Demessie : Isabella
- Melchisedek Nkailu : le narrateur

## Distinctions
Le film a remporté la Palme d'or du court métrage lors du festival de Cannes 2018.